# Łabska Polana
Łabska Polana – rozległe płaskowzgórze położona w Karkonoszach.

## Opis
Polana znajduje się po stronie Czech przy granicy z Polską, na którą rozpościera się widok z Łabskiego Szczytu (1471 m n.p.m.) znajdującego się już po polskiej stronie. Na części polany zwanej Łabską Łąką bije źródło Łaby (Labe).